# Cerkiew Pokrow Bogarodzicy w Kańczudze
Cerkiew Pokrow Bogarodzicy w Kańczudze – cerkiew greckokatolicka w Kańczudze, obecnie kościół rzymskokatolicki. Obok cerkwi stoi murowana dzwonnica z XVIII wieku.  
Murowana, wzniesiona w 1643 jako kaplica rzymskokatolicka. W 1740 przejęta jako cerkiew greckokatolicka, w tym okresie postawiono także murowaną dzwonnicę.
Cerkiew od co najmniej 1828 do 1930 była cerkwią filialną parafii w Krzeczowicach, po tym roku niezależna asystenturą obsługiwaną przez księdza z Krzeczowic.
Cerkiew została odnowiona w 1911, później kilkakrotnie przebudowywana.
Po 1947 została zamieniona na magazyn. W latach 1984–1994 nastąpiła gruntowna restauracja. Została z powrotem poświęcona w 1995, jako kościół rzymskokatolicki pw. MB Łaskawej.
W 2023, podczas prac konserwatorskich, odkryto ślady wskazujące na to, że cerkiew mogła powstać prawdopodobnie nawet przed połową XVI wieku. Byłaby wtedy najstarszą murowaną cerkwią w Polsce.

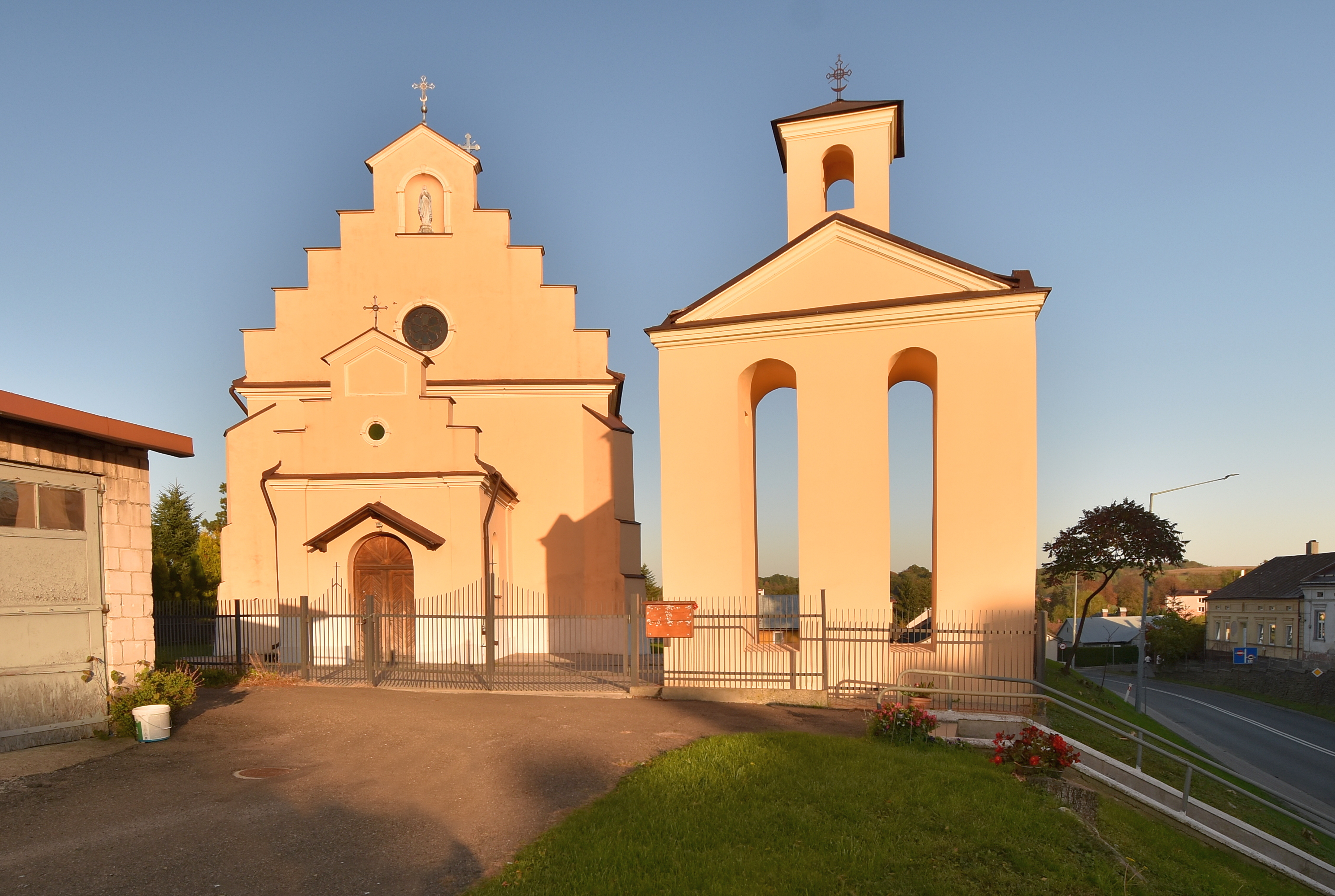
Elewacja frontowa
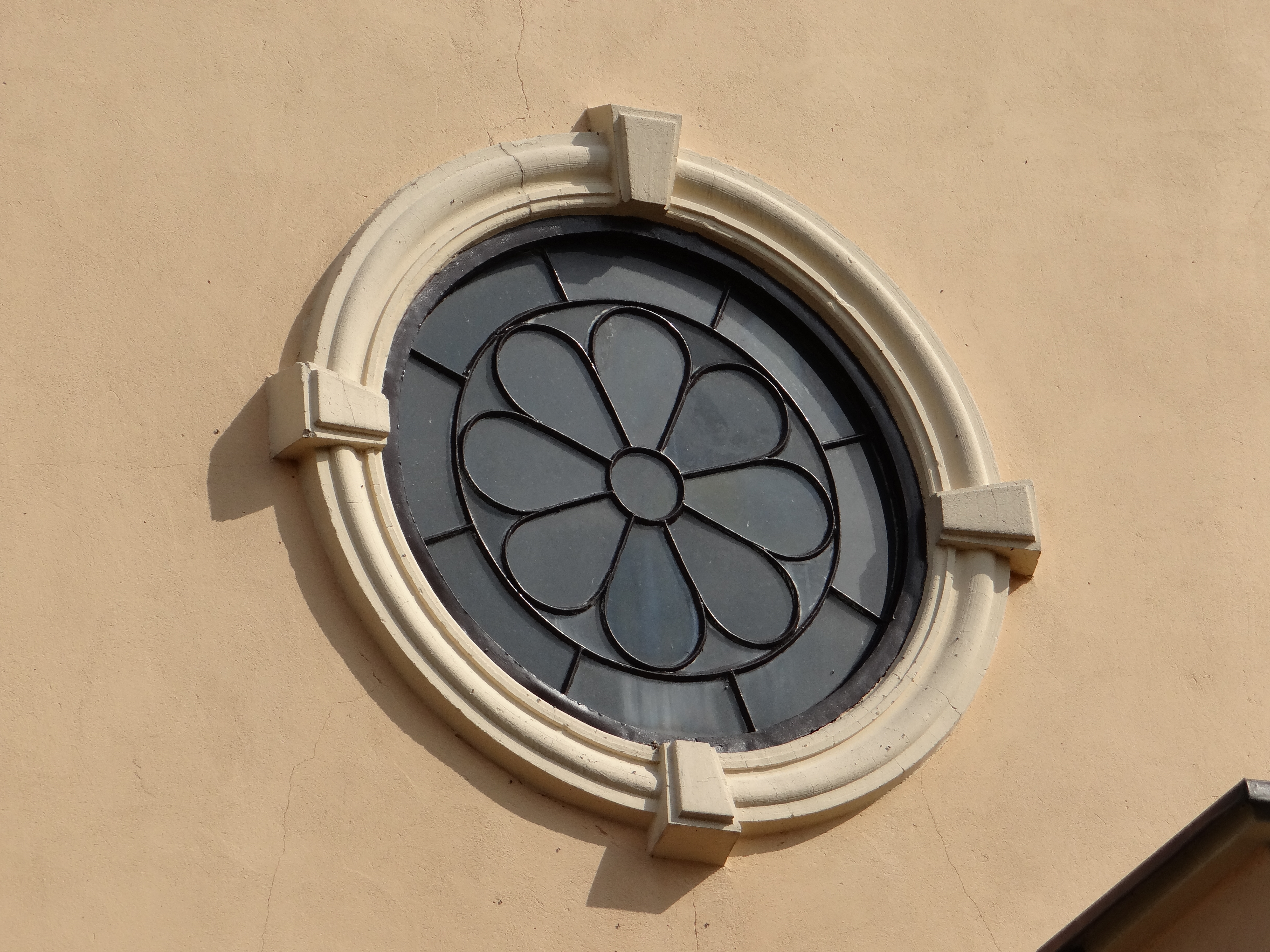
Fragment
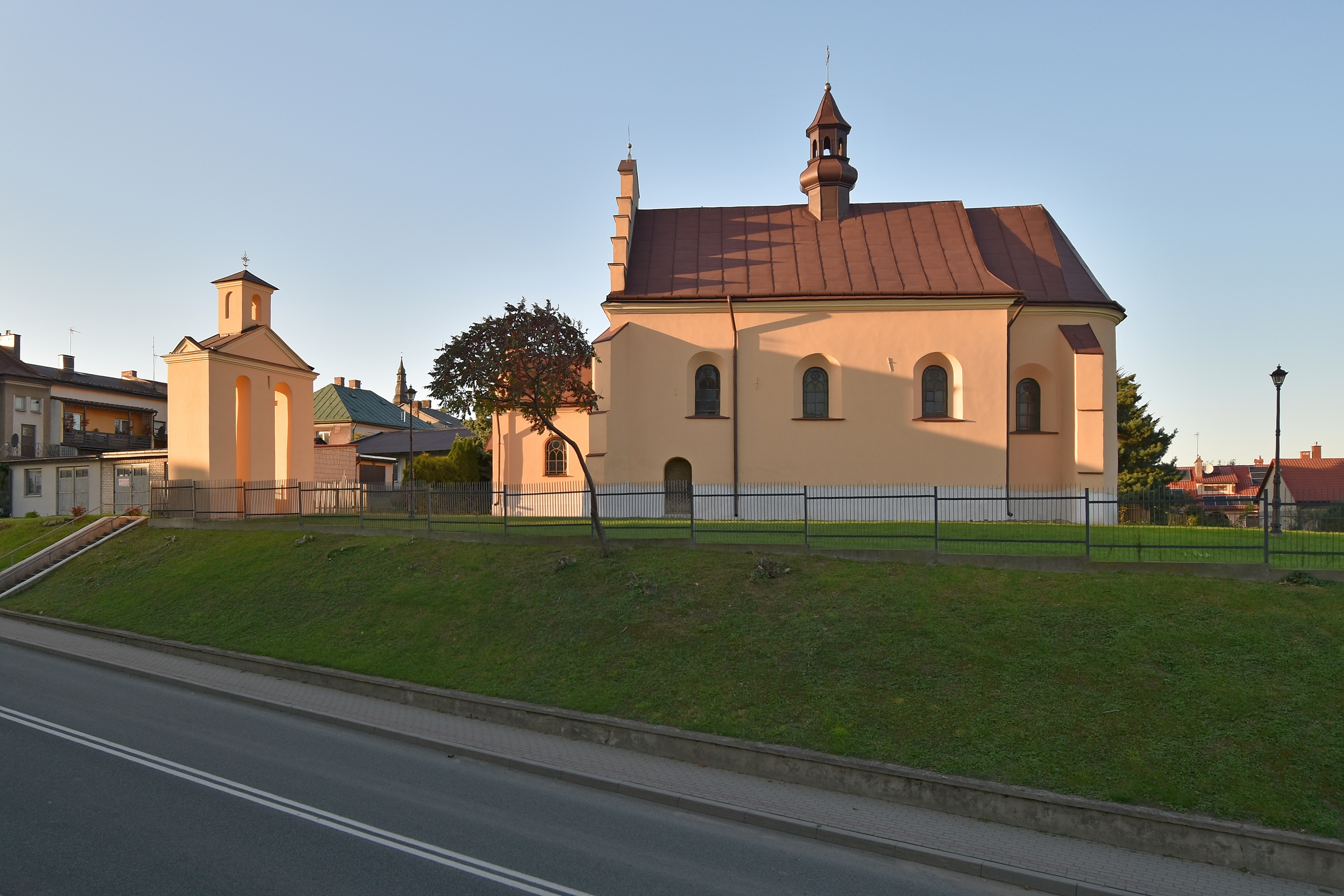
Widok ogólny